# Castell de la Cirera (Llorac)
El Castell de la Cirera és un edifici del poble homònim, al municipi de Llorac (Conca de Barberà), declarat bé cultural d'interès nacional.

## Història
La primera referència documental és del 1174, quan Pere de Colomers va fer definició de totes les terres que tenia a Albió, sota el domini de Berenguer de Montargull, comandador de Barberà. Del llinatge dels Cirera es té notícies documentals des del segle xii. El 1242, el rei Pere el Cerimoniós el va vendre a Francesc Alenyà, juntament amb el castell de Llorac.
En un memorial de principis del segle xvii adreçat al rei Felip II, es diu que l'indret de Cirera era de Dalmau Ivorra, i restava inclòs dins la vegueria de Montblanc.

## Descripció
Malgrat el nom, no es conserva cap vestigi de l'antic castell, però en el punt més alt del petit poble hi ha un gran casalot modern, conegut com «el castell».